# Thierry Bontridder
L’œuvre monumentale est installée sur deux murs dans la station de métro Delacroix à Bruxelles (Belgique).
Thierry Bontridder, né le 29 octobre 1956 à Bruxelles, est un sculpteur et créateur de bijoux contemporains belge.

## Biographie
Fils de l’architecte et poète belge Albert Bontridder (1921-2015) et d’Olga Dohnalova, artiste peintre tchèque (1925-2011), il a vécu et travaillé dans la maison conçue par son père en 1959 à Rhode-Saint-Genèse. Cette maison - ainsi que son atelier - de style moderniste est classée à l'Inventaris van het Bouwkundig Erfgoed voor Vlanderen. L'artiste s'est ensuite installé à Wavre en 2022.
En 1974, Thierry Bontridder entre à l’Académie des beaux-arts de Watermael-Boitsfort à Bruxelles pour étudier la sculpture avec Jo Henrion. De 1985 à 1988, il suit une formation en bijouterie contemporaine auprès d'Émile Souply à l’Institut des Arts et Métiers de Bruxelles, où il est ensuite Chargé de cours de 1998 à 2021. Il crée en 1995 la section Bijoux à l’Académie des beaux-arts d’Arlon où il enseigne jusqu’en 2003. Dès 1982, il est remarqué pour l’originalité des bijoux qu’il conçoit avec des matériaux inhabituels : du verre acrylique, du nylon, du corian et surtout du titane, un métal dont la matière offrant une large variété de couleurs, continuera de le fasciner pour ses sculptures. Il multiplie les expositions individuelles et collectives, tant en Belgique qu’à l’étranger. Progressivement son travail artistique se déplace du bijou, par essence sculpturale, vers la sculpture proprement dite, pour aboutir aux œuvres monumentales et d'art public telles que Cohérence dans la station de métro de Delacroix à Bruxelles, Eclosion d’espace sur le rond-point de la N4 à Arlon ou encore The Wings of Time à l’aéroport de Bruxelles-National.
En 1994, Thierry Bontridder reçoit le Diplôme de notoriété professionnelle de Sculpture du Gouvernement de la Fédération Wallonie-Bruxelles (anc. Communauté française de Belgique).Les œuvres de Thierry Bontridder sont des sculptures sans point de vue, qui ne privilégient aucun aspect, des constructions dont le principe est dynamique et non volumétrique. L'artiste assiste à l'événement d'une rencontre entre des éléments. Loin d'être seulement ponctuel, l'événement consiste en sa propagation. Avec une prédilection marquée pour le mouvement et la lumière, il imagine des compositions où tout s'articule loin du centre et génère un rythme ondulatoire, une force dynamique, une animation créée par la transparence ou la réfraction de la couleur. Il assemble avec maîtrise le bois, le verre, les plaques de cuivre, de titane ou d’acier qu’il a préalablement façonnés, courbés et calibrés. La structure ouverte et aérée de ses assemblages en matériaux rigides offre une légèreté inattendue, un pouvoir d’expansion, une vitalité qui évoquent des concepts abstraits.   

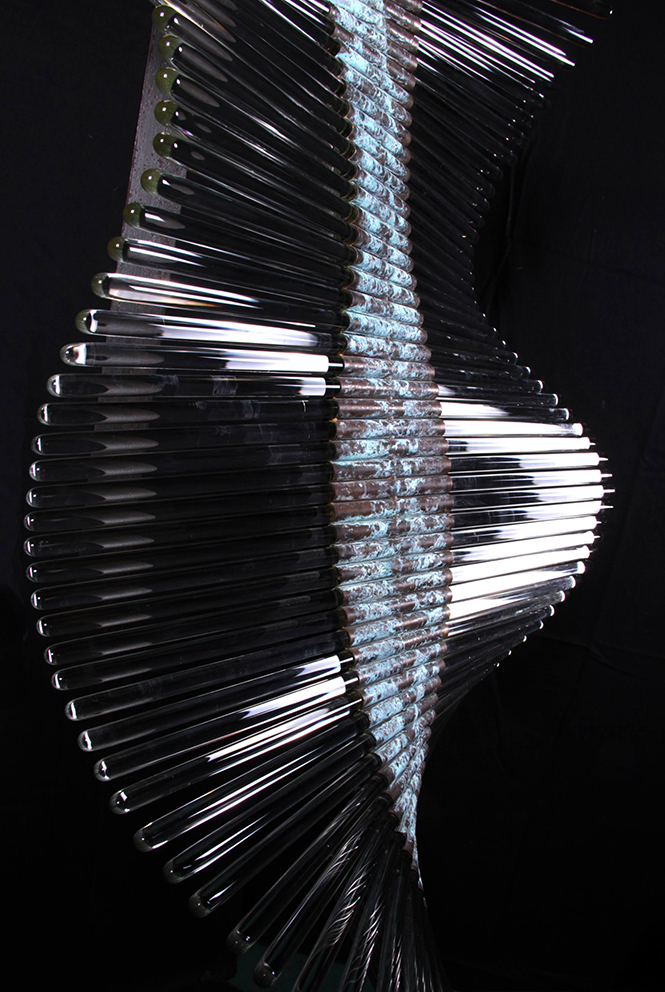
Evénement 7, 1994, Th. Bontridder. Sculpture en cuivre, verre et acier. Ht.140 x 70 x 58 cm. Photo : Th. Bontridder.

## Prix et mentions
2024 - Prix d'Excellence 2024 au 33rd Japan Jewellery Competition organisée par la Japan Jewellery Designers Association (JJDA) à Tokyo, Japon.
2022 - Lauréat du concours de sculpture monumentale organisé par la Commission des arts de Wallonie CAW et la Ville de Mouscron, Belgique.
2007 - Lauréat du Village of Hamburg Sculpture competition, New-York State, USA.
2003 - Lauréat de la Belgian foundation to support creation (SPES).
2001 - Prix Egide Rombaux de l’Académie royale des beaux-arts de Belgique.
2000 - Prix de la Commission culturelle de l’Université libre de Bruxelles - Prix de la Commission communautaire française de Bruxelles.
1998 - Mention spéciale au Concours de sculpture de la Commission communautaire française de Bruxelles.
1997 - Prix de la Commission culturelle de l’Université libre de Bruxelles.
1995 - Premier prix de Sculpture, Fondation Helan Arts/Union Minière, Bornem, Belgique - Prix de la Commission culturelle de l’Université libre de Bruxelles.
1998 - Mention spéciale au Concours de sculpture de la Commission communautaire française de Bruxelles.

## Collections

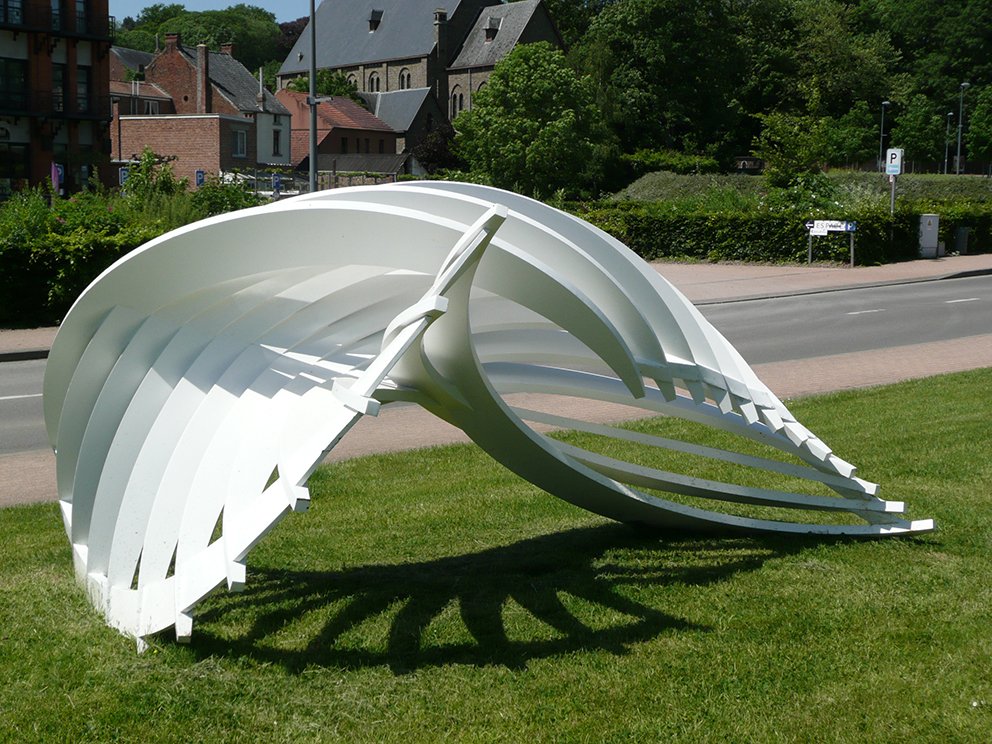
Mouvement 3, Th. Bontridder, 2013.Sculpture en acier inox peint. Dimensions : 2 x 4,2 x 2 m. Photo : KtyMBA 2013. Licence (CC BY-SA 3.0)

### Sculptures
- Belfius Art Gallery.
- Collection de la STIB à Bruxelles[5] .
- Collection Jean Boghossian, Fondation Boghossian, Bruxelles.
- Collection des Arts plastiques contemporains de la Fédération Wallonie-Bruxelles.
- Musée L, Louvain-la-Neuve, Belgique.
- Collection d’œuvres d’art de la Province du Brabant wallon, Belgique.
- Fondation Helan-Art, Bornem, Belgique.
- Musée du verre de Charleroi, Belgique.
- Collection Art moderne et contemporain de l’Université libre de Bruxelles.

### Bijoux
- Collection du DIVA, Belgique[6]
- Collection du  MAD, France[7].
- Collection Solange Thierry-de Saint-Rapt, Belgique.
- Nombreuses collections privées : Etats-Unis, Finlande, France, Belgique.

## Sculptures et installations monumentales(sélection)

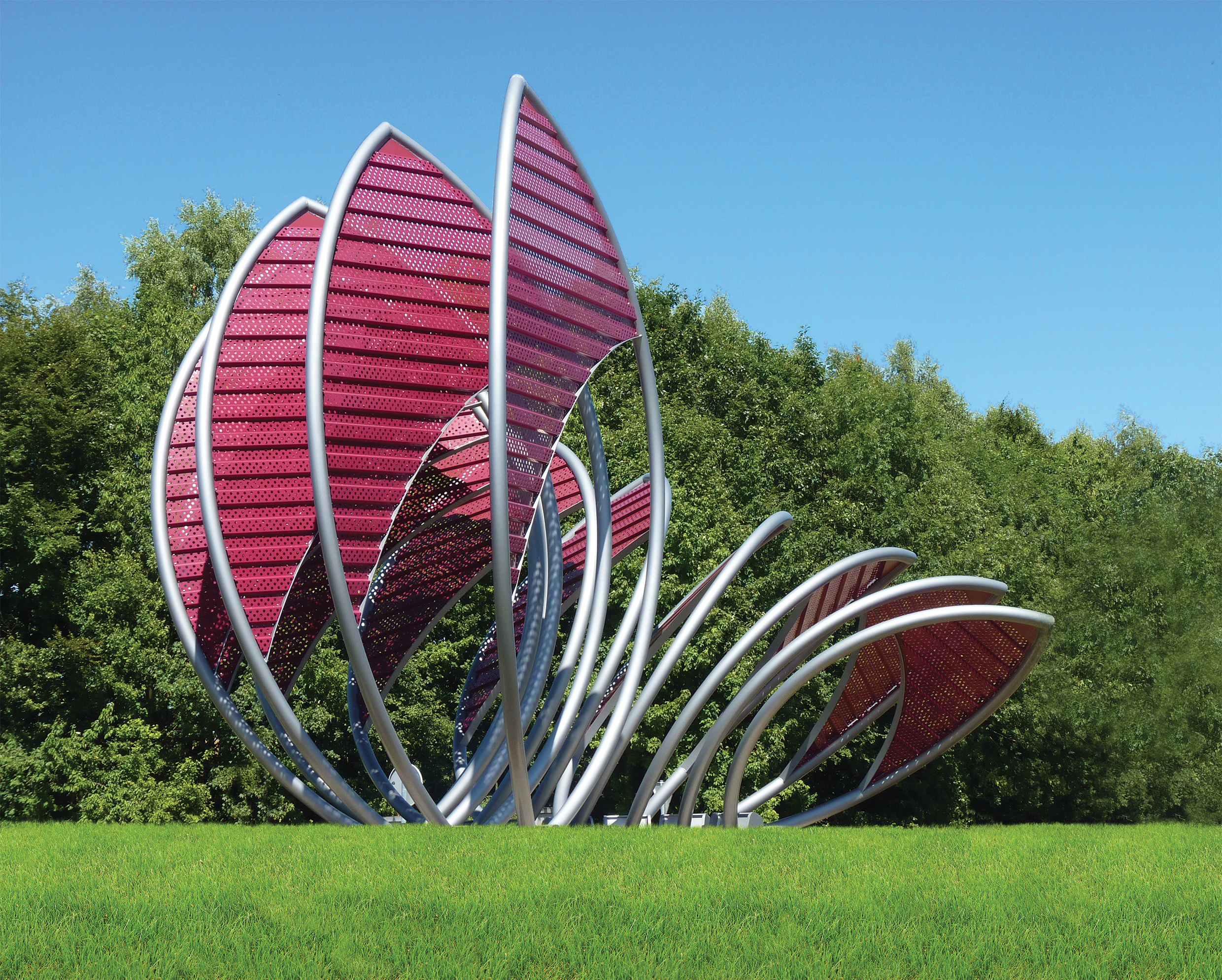
Eclosion d'espace, Th. Bontridder, 2007. Sculpture en acier thermolaqué. Dimensions : 8 x 11.3 m. Situation : rond-point de la National 4, Arlon, Belgique. Photo : KtyMBA.

- 2019 - Daidalos, installation éphémère - Square Armand Steurs, 1210 Bruxelles.
- 2018 - Fragments éclatés, installation en métal déployé - Propriété privée, 1325 Louvrange. - Fragments déployés, installation éphémère - Chapelle de Boondael, 1050 Bruxelles.
- 2015 - #75 Plis, sculpture en acier corten, société Schlumberger, 1180 Bruxelles. Osmose, sculpture en acier inox, maison-atelier Bontridder, 1640 Rhode-Saint-Genèse.
- 2015 - Aloé, sculpture en acier inox - Gare, 1640 Rhode-Saint-Genèse.
- 2013 - Speira sculpture en acier inox - Société MCG, 1348 Louvain-la-Neuve - Mouvement 3 et Mouvement 4, sculptures en acier inox - Propriétés privées, 1180 Bruxelles.
- 2007 - Eclosion d'espace, sculpture en acier thermolaqué - Rond-point Weisgerber N4, 6700 Arlon.
- 2006 - Cohérence, sculpture de 95 x 3 m. sur deux murs - Station de métro Delacroix, 1070 Bruxelles. - Blue Note, sculpture en acier inox peint - Maison communale, 7180 Seneffe.
- 2004 - The Wings of Time, sculpture en acier inox - Aéroport Bruxelles-National, 1930 Zaventem.
- 2002 - Croissance, sculpture en acier inox - Rond-point, 6900 Marche-en-Famenne.
- 2000 - Trois croissants et un arc, sculpture en acier peint - Parc du Scheutbos, 1080 Bruxelles.
- 1998 - Installation éphémère en acier inox et métal déployé - Citadelle de Montmédy, 55600 France.
- 1997 - Installation éphémère en acier inox et métal déployé - Fondation Prouvost, 59700 Marcq-en-Baroeul, France.
- 1995 - Déplacement dans le temps et l’espace, installation sculpturale - Parc d'entreprises, 1180 Bruxelles.
- 1991 - Sculpture murale,“Espace 27 septembre” de la Communauté française, 1080 Bruxelles.

## Expositions(sélection)

### Sculptures
- 2025 - Thierry Bontridder, sculpteur - Domaine du Château de Seneffe - Rue Lucien Plasman, 7-9, 7180 Seneffe.
- 1993-2020 - Sculpture, expositions annuelles de sculptures monumentales - Square Armand Steurs, 1210 Bruxelles.
- 2018 - Thierry Bontridder, exposition personnelle et installation monumentale éphémère Daidalos - Chapelle de Boondael, 1050 Bruxelles.
- 2014 - La Voie des séries - Centre d’Art contemporain du Luxembourg belge, Buzenol, Belgique[8].
- 2012 - Thierry Bontridder - Sculptures, exposition personnelle - Espace Bauthier, Ittre, Belgique - Glassfest 2012 - The Minea Gallery, Karlovy Vary, République Tchèque.
- 2011 - CD4 - Art O Nivo, Art Center Brugge, Belgique - Thierry Bontridder - Galerie Capa, Bruxelles.
- 2010 - Emerge 2010, Bullseye Gallery, Portland, USA.
- 2006 - Formes et couleurs - Château de Seneffe, Belgique[9].
- 2003 - Le Ventre de l’architecture, quatrième biennale de Sculpture Artour - Château de Seneffe, Belgique.
- 2002 - Tableaux et Fragments d’Infini - Musée d’art contemporain de l’Université libre de Bruxelles - Le Verre dans tout son éclat - Musée du Verre, Finlande et Grande-Bretagne.
- 2001 - L’Aventure du verre, Türk ve Islam Eserleri Müzesi, Istambul - Thierry Bontridder, Courbure d’espace - Centre didactique de l’eau, Seneffe, Belgique.
- 1999 - Thierry Bontridder, Fragments d’Infini - Musée du verre de Charleroi, Belgique.
- 1997 - Monumental - Fondation Prouvost, Marcq-en-Baroeul, France.
- 1995 - Monument - Fondation Helen-Arts, Bornem, Belgique.
- 1994 - Jeune Sculpture en plein air - Musée en Plein Air du Sart-Tilman, Liège, Belgique.
- 1992 - Thierry Bontridder & Bruno Gerard - de Carnière Art gallery, Bruxelles.

### Bijoux

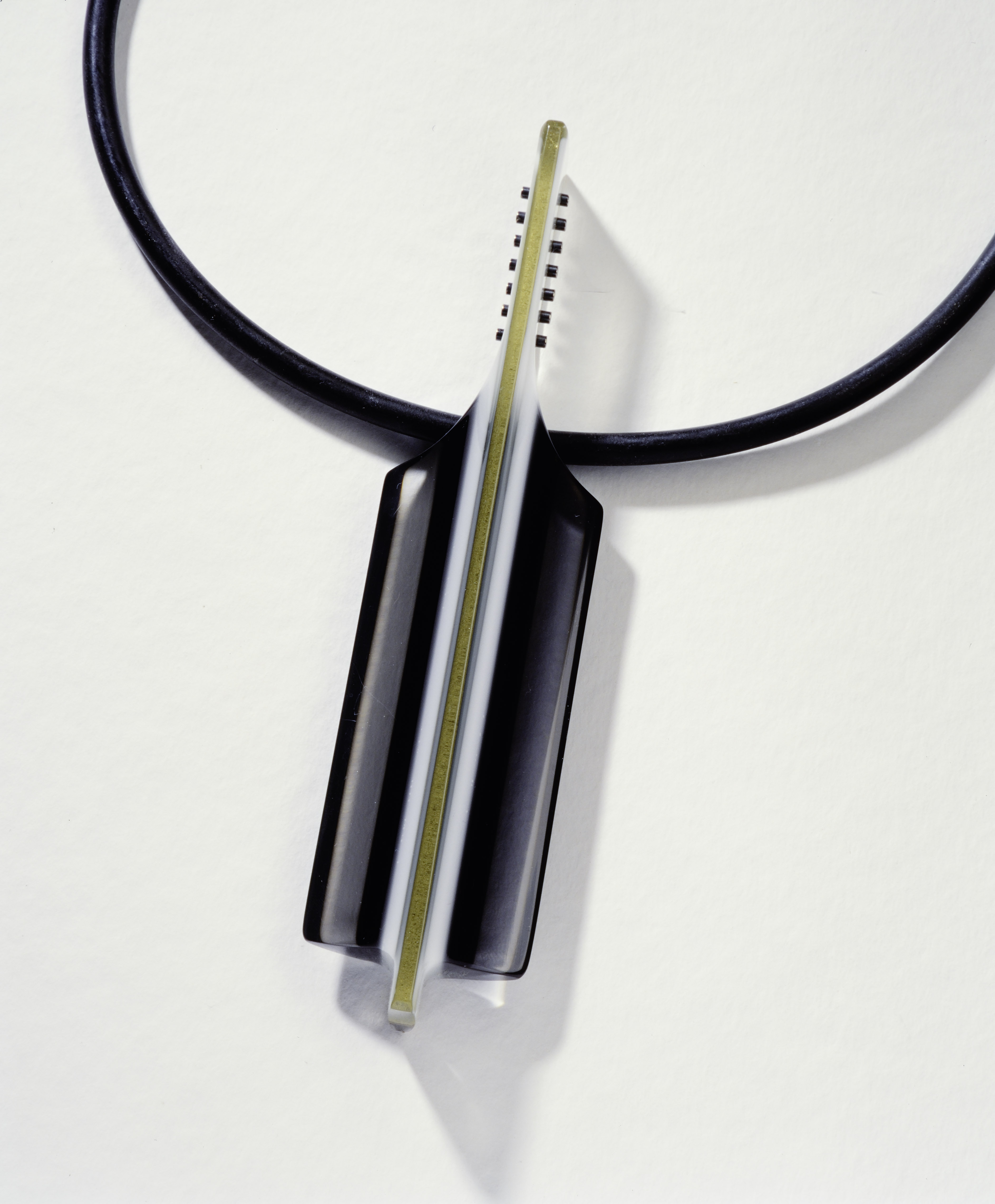
Pendentif, Th. Bontridder, 1985. Verre acrylique. Collection privée. Photo : Paul Louis.

- 2024-25 - Thierry Bontridder, sculpteur de bijoux - Domaine du Château de Seneffe, Musée de l’Orfèvrerie - Rue Lucien Plasman, 7-9, 7180 Seneffe.
- 2024 - 33rd Japan Jewellery Competition - JJDA, Metropolitan Art Museum, Tokyo, Japon.
- 2024 - Brussels Jewellery Week - Mode Arts et Design MAD, Bruxelles.
- 2018 - Objets ambigus, bijoux contemporains, une passion - Collection de Solange Thierry-de Saint-Rapt, Bozar, Bruxelles[10].
- 2017 - Thierry Bontridder & Christian Wuytack - Galerie More Upstairs by Ciel mes bijoux ! Bruxelles.
- 2005 - 200 Rings - Gallery, Tucson, Arizona - Gallery M, Cleveland, Ohio - Sam Shaw Gallery, Northeast Harbour, Maine, USA.
- 2002 - Triennale du Bijou Contemporain - Château de Seneffe, Musée de l’Orfèvrerie, Belgique - Parures-Créations - Centre Wallonie-Bruxelles, Paris, France.
- 1999 - Contemporary Belgian Jewelry 1945-1995 - Mikimoto Hall of Ginza, Tokyo & Belgian Trade C., Osaka, Japon - Arvada, Colorado, USA.
- 1998 - European prize 98 - Exposition des finalistes, Palais Harrach, Vienne, Autriche.
- 1995 - L’Air du Temps - Galerie Marie Zisswiller, Paris, France.
- 1992 - Bijoux contemporains - Schneider-Bluhm-Loeb Gallery, Chicago, USA.
- 1991 - Thierry Bontridder - Pegmatite, Paris, France.
- 1989 - Thierry Bontridder - Pegmatite, Paris, France.
- 1987 - Le temps des Créateurs - Grand Palais des Champs- Elysées, SAD 87, Paris, France - Thierry Bontridder - Galerie Pegotty, Paris - Galerie Alliages, Bruxelles.
- 1986 - Néonrama, Néon Dix Ans - Musée de Louvain-la-Neuve, Belgique.
- 1985 - Bijoux de Belgique - Galerie 585, Helsinki, Finlande.
- 1984 - Galerie Marie Zissviller, Paris, France.
- 1983 - Belgium jewels today - Inter-American Development Bank Gallery, Washington, USA - Thierry Bontridder - Galerie de l’Estrille du Vieux Bruxelles, Bruxelles.

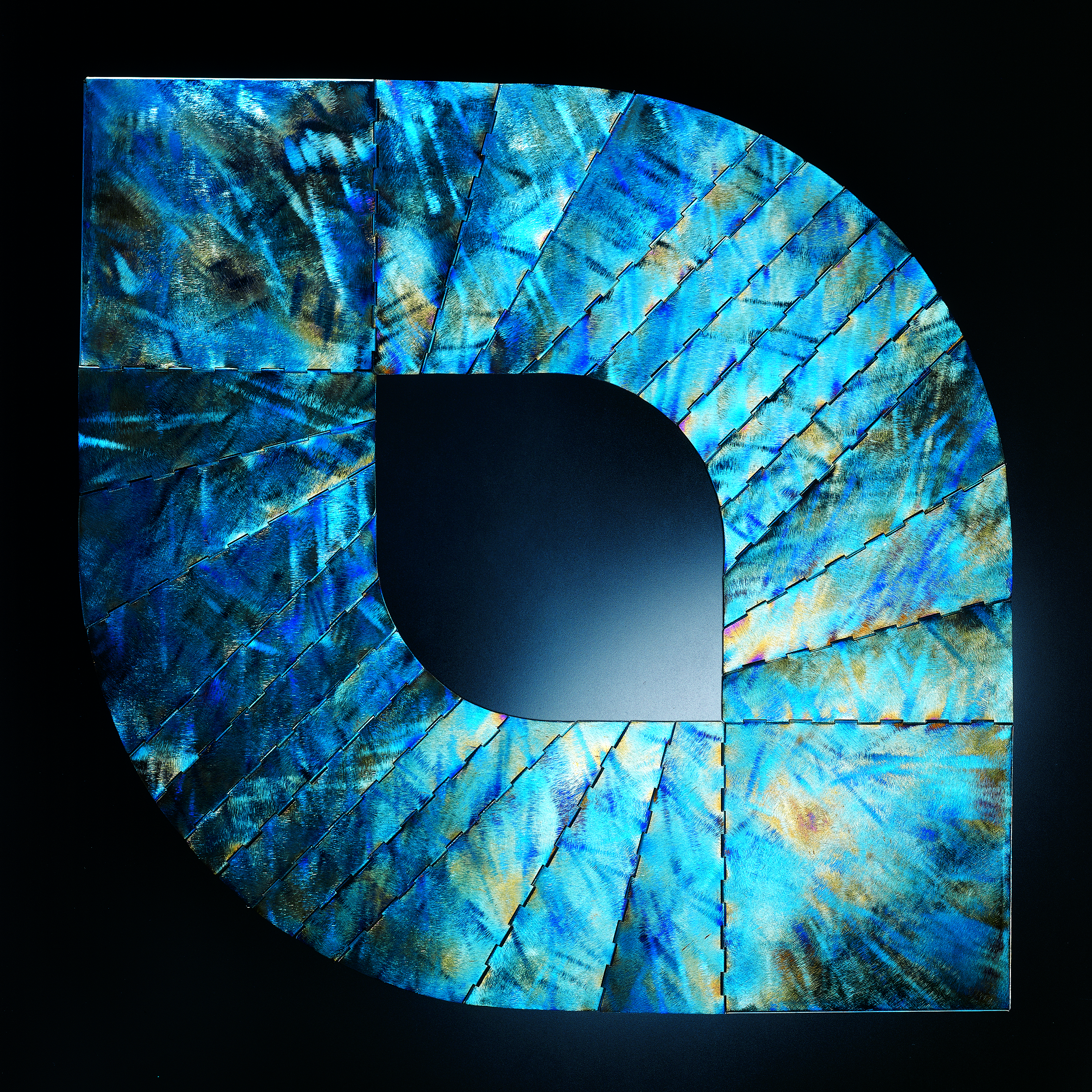
Parure, Th. Bontridder, 1994. Titane. Dimensions : 56 x 40 x 0,3 cm. Collection privée. Photo : Paul Louis.

- 1982 - Design Center, Bruxelles. Parure, Th. Bontridder, 1994. Titane. Dimensions : 56 x 40 x 0,3 cm. Collection privée. Photo : Paul Louis.

## Conférence et commissariat d'exposition(sélection)
- 1993 - Commissariat de l'exposition Belgium & Bohemian, Art 93 - Galerie Citadela, Prague, République Tchèque.
- 1985 - Conférence Le bijou en Belgique et les applications des matériaux de synthèse pour la Goldsmith School à Lahti, Finlande.
- 1983 - Conférence sur les matériaux de synthèse dans le bijou contemporain et sur son travail personnel pour la Smithsonian Institution à Washington, USA.